# Гарлічка
Гарлічка (пол. Garliczka) — село в Польщі, у гміні Зельонки Краківського повіту Малопольського воєводства.
Населення — 345 осіб (2011).
У 1975-1998 роках село належало до Краківського воєводства.

## Демографія
Демографічна структура станом на 31 березня 2011 року:
|          | Загалом | Допрацездатний вік | Працездатний вік | Постпрацездатний вік |
| -------- | ------- | ------------------ | ---------------- | -------------------- |
| Чоловіки | 167     | 32                 | 119              | 16                   |
| Жінки    | 178     | 41                 | 93               | 44                   |
| Разом    | 345     | 73                 | 212              | 60                   |